# Pycnophyes newzealandiensis
Pycnophyes newzealandiensis är en djurart som tillhör fylumet pansarmaskar och som beskrevs av Andrej V. Adrianov 1999.
Pycnophyes newzealandiensis ingår i släktet Pycnophyes och familjen Pycnophyidae. Inga underarter finns listade i Catalogue of Life.